# Meridià 26 a l'est
El meridià 26 a l'est de Greenwich és una línia de longitud que s'estén des del pol Nord travessant l'oceà Àrtic, Europa, Àfrica, l'oceà Índic, l'oceà Antàrtic i l'Antàrtida fins al pol Sud.
El meridià 26 a l'est forma un cercle màxim amb el meridià 154 a l'oest. Com tots els altres meridians, la seva longitud correspon a una semicircumferència terrestre, uns 20.003,932 km. Al nivell de l'Equador, és a una distància del meridià de Greenwich de 2.894 km.

## De Pol a Pol
Començant en el pol Nord i dirigint-se cap al pol Sud, aquest meridià travessa:
| Coordenades                             | País, territori o mar    | Notes |
| --------------------------------------- | ------------------------ | --- |
| 90° 0′ N, 26° 0′ E / 90.000°N,26.000°E  | Oceà Àrtic               | |
| 80° 10′ N, 26° 0′ E / 80.167°N,26.000°E | Noruega                  | Illa de Nordaustlandet, Svalbard |
| 79° 40′ N, 26° 0′ E / 79.667°N,26.000°E | Mar de Barents           | |
| 71° 8′ N, 26° 0′ E / 71.133°N,26.000°E  | Noruega                  | Illa de Magerøya |
| 70° 58′ N, 26° 0′ E / 70.967°N,26.000°E | Porsangerfjorden         | |
| 70° 39′ N, 26° 0′ E / 70.650°N,26.000°E | Noruega                  | |
| 69° 43′ N, 26° 0′ E / 69.717°N,26.000°E | Finlàndia                | |
| 60° 16′ N, 26° 0′ E / 60.267°N,26.000°E | Mar Bàltic               | Golf de Finlàndia |
| 59° 37′ N, 26° 0′ E / 59.617°N,26.000°E | Estònia                  | |
| 57° 52′ N, 26° 0′ E / 57.867°N,26.000°E | Letònia                  | |
| 55° 58′ N, 26° 0′ E / 55.967°N,26.000°E | Lituània                 | |
| 54° 57′ N, 26° 0′ E / 54.950°N,26.000°E | Belarús                  | |
| 51° 56′ N, 26° 0′ E / 51.933°N,26.000°E | Ucraïna                  | Província de Rivne — passa just a l'est de Varash Província de Volínia — per uns 9 km Província de Rivne — per uns 6 km Província de Volínia — per uns 13 km Província de Rivne — Passa just a l'oest de Rivne Província de Ternopil — Passa just a l'oest de Borshchiv Província de Txernivtsí — passa a través de Txernivtsí |
| 47° 58′ N, 26° 0′ E / 47.967°N,26.000°E | Romania                  | Passa just a l'oest de Bucarest |
| 43° 53′ N, 26° 0′ E / 43.883°N,26.000°E | Bulgària                 | passa just a l'est de Ruse |
| 41° 20′ N, 26° 0′ E / 41.333°N,26.000°E | Grècia                   | |
| 40° 49′ N, 26° 0′ E / 40.817°N,26.000°E | Mar Mediterrània         | Mar Egeu |
| 40° 9′ N, 26° 0′ E / 40.150°N,26.000°E  | Turquia                  | Illa d'Imbros |
| 40° 8′ N, 26° 0′ E / 40.133°N,26.000°E  | Mar Mediterrània         | Mar Egeu |
| 39° 51′ N, 26° 0′ E / 39.850°N,26.000°E | Turquia                  | Illa de Bozcaada |
| 39° 49′ N, 26° 0′ E / 39.817°N,26.000°E | Mar Mediterrània         | Mar Egeu |
| 39° 17′ N, 26° 0′ E / 39.283°N,26.000°E | Grècia                   | Illa de Lesbos |
| 39° 7′ N, 26° 0′ E / 39.117°N,26.000°E  | Mar Mediterrània         | Mar Egeu |
| 38° 36′ N, 26° 0′ E / 38.600°N,26.000°E | Grècia                   | Illa de Quios |
| 38° 10′ N, 26° 0′ E / 38.167°N,26.000°E | Mar Mediterrània         | Mar Egeu |
| 37° 34′ N, 26° 0′ E / 37.567°N,26.000°E | Grècia                   | Illa d'Icària |
| 37° 31′ N, 26° 0′ E / 37.517°N,26.000°E | Mar Mediterrània         | Mar Egeu |
| 36° 56′ N, 26° 0′ E / 36.933°N,26.000°E | Grècia                   | Illa d'Amorgos |
| 36° 53′ N, 26° 0′ E / 36.883°N,26.000°E | Mar Mediterrània         | Mar Egeu |
| 35° 12′ N, 26° 0′ E / 35.200°N,26.000°E | Grècia                   | Illa de Creta |
| 35° 1′ N, 26° 0′ E / 35.017°N,26.000°E  | Mar Mediterrània         | |
| 31° 36′ N, 26° 0′ E / 31.600°N,26.000°E | Egipte                   | |
| 22° 0′ N, 26° 0′ E / 22.000°N,26.000°E  | Sudan                    | |
| 10° 9′ N, 26° 0′ E / 10.150°N,26.000°E  | Sudan del Sud            | |
| 7° 0′ N, 26° 0′ E / 7.000°N,26.000°E    | República Centreafricana | |
| 5° 14′ N, 26° 0′ E / 5.233°N,26.000°E   | R.D. del Congo           | |
| 11° 56′ S, 26° 0′ E / 11.933°S,26.000°E | Zàmbia                   | |
| 17° 59′ S, 26° 0′ E / 17.983°S,26.000°E | Zimbàbue                 | |
| 19° 9′ S, 26° 0′ E / 19.150°S,26.000°E  | Botswana                 | passa just a l'est de Gaborone |
| 24° 43′ S, 26° 0′ E / 24.717°S,26.000°E | Sud-àfrica               | Nord-Oest Estat Lliure Cap Oriental |
| 33° 43′ S, 26° 0′ E / 33.717°S,26.000°E | Oceà Índic               | |
| 60° 0′ S, 26° 0′ E / 60.000°S,26.000°E  | Oceà Antàrtic            | |
| 70° 9′ S, 26° 0′ E / 70.150°S,26.000°E  | Antàrtida                | Terra de la Reina Maud, reclamat per Noruega |